# Port-au-Prince (1790)
Port–au–Prince – żaglowiec, początkowo okręt francuski, następnie brytyjski okręt korsarski.

## Dzieje
Okręt wszedł do służby przed 1805 r. Swoją służbę pod banderą francuską zakończył w Port-au-Prince na Haiti. Tam został zdobyty przez Brytyjczyków i wysłany do Londynu. Na początku 1805 roku lokalny armator Robert Bent wykupił okręt od Royal Navy. Zdecydował się też – licząc na spore zyski – uczynić z niego okręt korsarski. Bent skaptował kapitana Ducka, który wraz z 95 żeglarzami, 12 lutego 1805 roku wyruszył z Gravesend w kierunku hiszpańskich posiadłości w Nowym Świecie.
Duck i jego załoga mieli przede wszystkim napadać na Hiszpanów i przejąć jak najwięcej bogactw; w razie niemożności realizacji tego celu, mieli rozpocząć połów wielorybów na Pacyfiku. Port–au–Prince pomyślnie zrealizował główne zadanie, zdobywając cenne przedmioty ze złota i srebra na kilku hiszpańskich jednostkach. Kpt. Duck jednak postanowił jeszcze wyruszyć na połów wielorybniczy. 29 listopada 1806 roku wypełniony kosztownościami okręt, rzucił kotwicę u wybrzeża wyspy Lifuka (Archipelag Haʻapai, Tonga). Wiadomo, że 19 członków załogi zdezerterowało przed dotarciem na wyspę.
Z nieznanych powodów, lokalny władca Finau Ulukalali II, zaatakował Brytyjczyków. Zaskoczeni korsarze ponieśli klęskę: kpt. Duck i trzydziestu pięciu członków załogi zginęło. Statek został zajęty przez wojowników, ograbiony z co cenniejszych rzeczy (dla Polinezyjczyków): dział, prochu i amunicji. Skarb zaś zatopiono wraz ze statkiem, gdyż dla tubylców nie przedstawiał żadnej wartości.
Do Europy udało się powrócić po czterech latach m.in. Williamowi Marinerowi, który opisał wyprawę w swoim dzienniku, a także wydał wraz z Johnem Martinem książkę Account of the natives of the Tonga Islands (Relacja o tubylcach z Wysp Tonga).
W sierpniu 2012 roku grupa nurków odkryła wrak, który prawdopodobnie jest pozostałością po Port–au–Prince.